# Rudolf Liechtenhan der Ältere
Rudolf Liechtenhan der Ältere (* 6. Dezember 1875 in Basel; † 29. November 1947 ebenda) war ein Schweizer Pfarrer, Theologe und Aktivist des religiösen Sozialismus.

## Leben und Werk

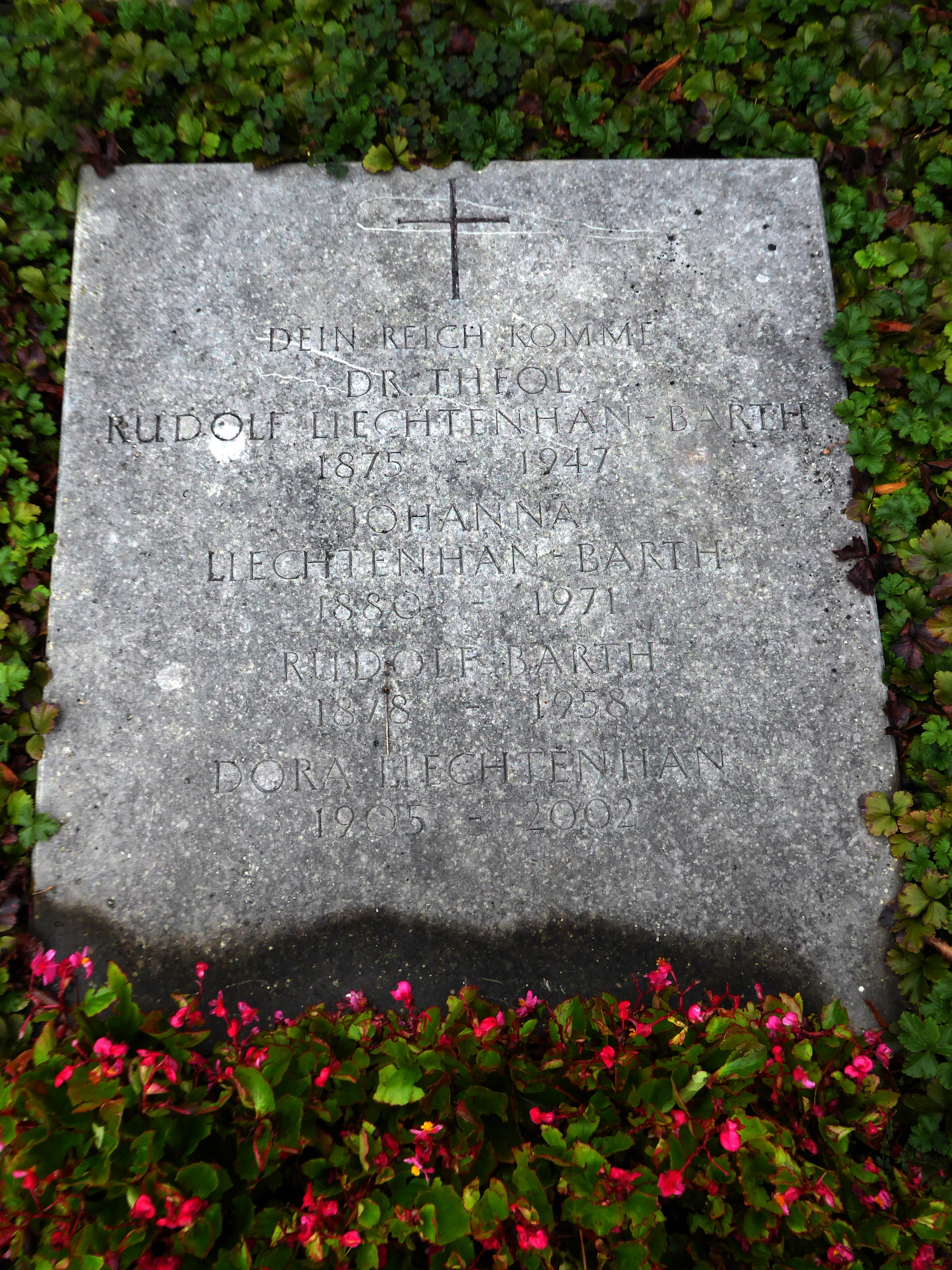
Grab, Friedhof am Hörnli

Liechtenhan war der Sohn des Kaufmanns Eduard und Rahel Elisabeth Liechtenhan (geb. Burckhardt); er entstammte somit den Basler Patriziergeschlechtern Burckhardt und Liechtenhan, beides Familien des sogenannten Daigs.
Nach der schulischen Ausbildung studierte er Theologie in Basel, Marburg und Berlin; 1898 erhielt er die Ordination, 1901 das Lizentiat. Zwischen 1900 und 1936 war Liechtenhan als Pfarrhelfer und Pfarrer in Frauenfeld, Buch am Irchel und an der Matthäuskirche in Basel tätig.
Seit 1921 gab er als Privatdozent Vorlesungen an der Universität Basel. 1928 lehnte die Berner Regierung Liechtenhans Ruf zum ordentlichen Professor wegen seiner pazifistischen Einstellung ab. 1929 erhielt er den Ehrendoktor in Theologie an der Universität Zürich. 1935 wurde er zum ausserordentlichen Professor für Neues Testament in Basel berufen und trat darauf vom Pfarramt zurück.
Liechtenhan gehört zu den Gründern der religiös-sozialen Zeitschrift „Neue Wege“ und der Vereinigung antimilitaristischer Pfarrer; er engagierte sich ausserdem im religiösen Sozialismus.
Liechtenhan heiratete 1901 Johanna, geborene Barth (1880–1971) (eine Cousine von Karl Barth), mit der er fünf Kinder hatte: Johanna, Dora, Marianne, Rudolf und Katharina. Liechtenhan fand auf dem Friedhof am Hörnli seine letzte Ruhestätte.